# 만복사저포기
만복사저포기(萬福寺樗蒲記)는 김시습이 지은 《금오신화》중의 1편이다. 남원(南原) 지방에 사는 양생(梁生)이라는 총각이 만복사 동쪽 방에 혼자 살았다. 하루는 부처와 함께 저포(樗蒲=나무 조각을 던져 승부를 하던 놀이의 한 가지)놀이를 했는데, 승부에 따라 양생이 이기면 부처님이 배필을 주기로 한 결과, 양생이 이겨 3년(만2년) 전에 왜구에게 죽임을 당한 처녀의 영혼과 가약(佳約)을 맺었다는 내용이다.

## 같이 보기
- 남원 만복사지 (사적 제349호)